# Mastektomie
Mastektomie (von griechisch μαστός ‚Brust‘, έκ ‚heraus‘ und -τομία ‚Schneiden‘) ist die chirurgische Entfernung von Brustgewebe und bezeichnet die vollständige oder teilweise Entfernung der weiblichen oder männlichen Brustdrüse beziehungsweise der Milchdrüse bei anderen Säugetieren. Bei einigen Formen der Mastektomie bleibt der Warzenhof mit der Brustwarze erhalten, so dass die resultierende Brust wie eine männliche erscheint.
Mastektomie wird vielfach auch synonym mit Ablatio mammae, Mamma-Amputation (Amputatio mammae) oder Brustamputation, der Abtragung der Brust, verwendet.
Wird brusterhaltend nur ein kleiner Tumor entfernt, spricht man von Lumpektomie oder von Quadrantektomie (partielle Mastektomie).
Bereits im August 1810 amputierte Dominique Jean Larrey wegen Krebsverdacht erfolgreich eine Brust von Frances Burney (damals noch ohne Narkose), was sie 1856 in ihrem Diary and letters of Madame d’Arblay schilderte.

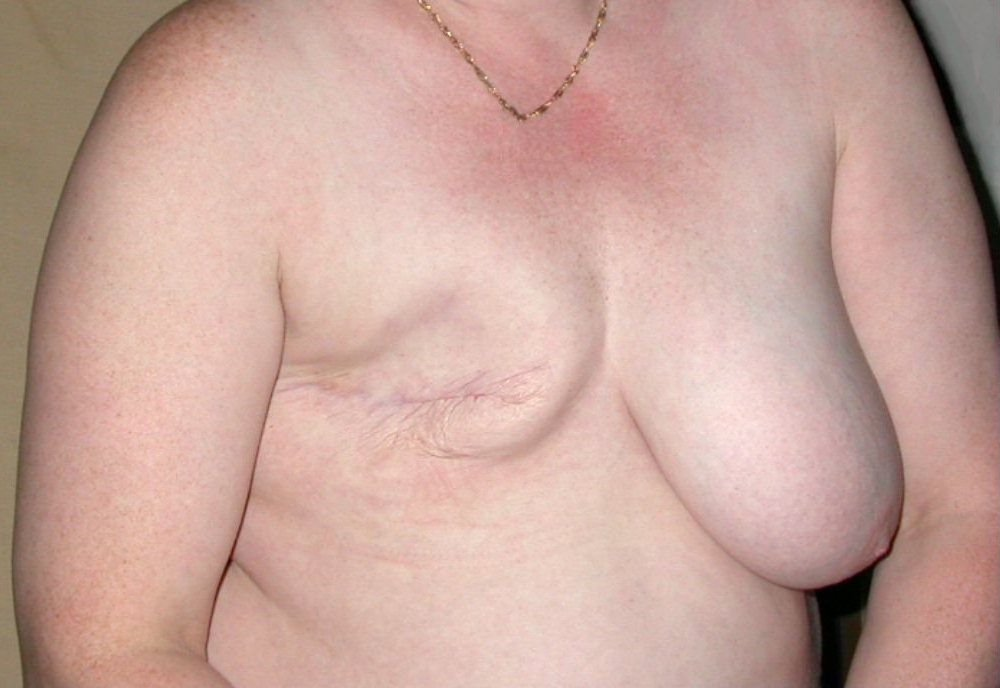
Eine Narbe nach Mastektomie

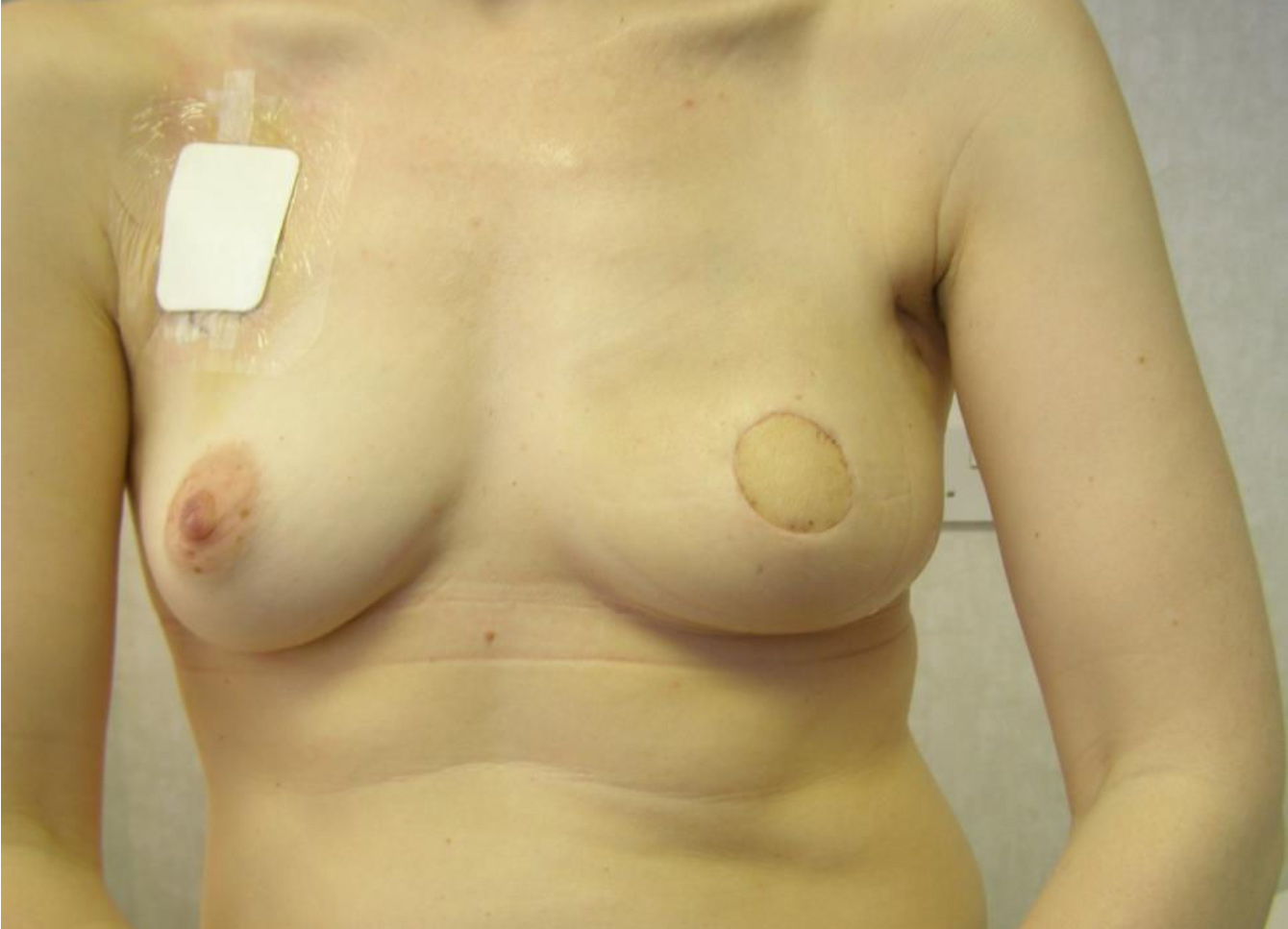
Hautsparende Mastektomie (skin sparing mastectomy, SSM) mit Brustrekonstruktion unter Verwendung eines autologen Implantates eines Lappen des Musculus latissimus dorsi bei linker Brust einer 45 Jahre alten Frau. Vor der Rekonstruktion der Brustwarze und Tätowierung des Brustwarzenhofes. (Vergrößerte Aufnahme der linken Brust)

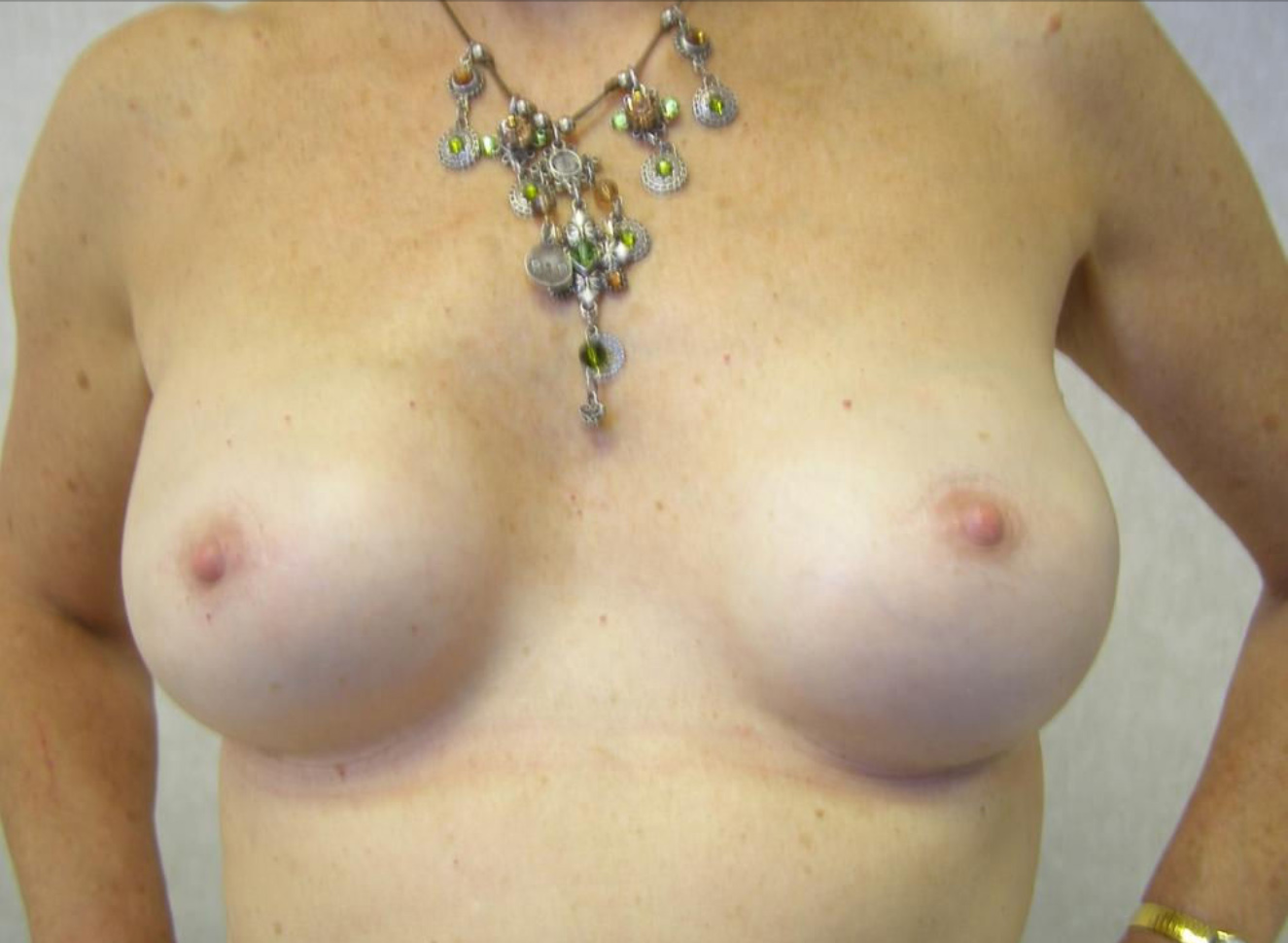
Beidseitige brustwarzenerhaltende Mastektomie (nipple sparing mastectomy, NSM) mit Implantaten, nach beidseitigem Brustkrebs, bei einer 57-jährigen Frau.

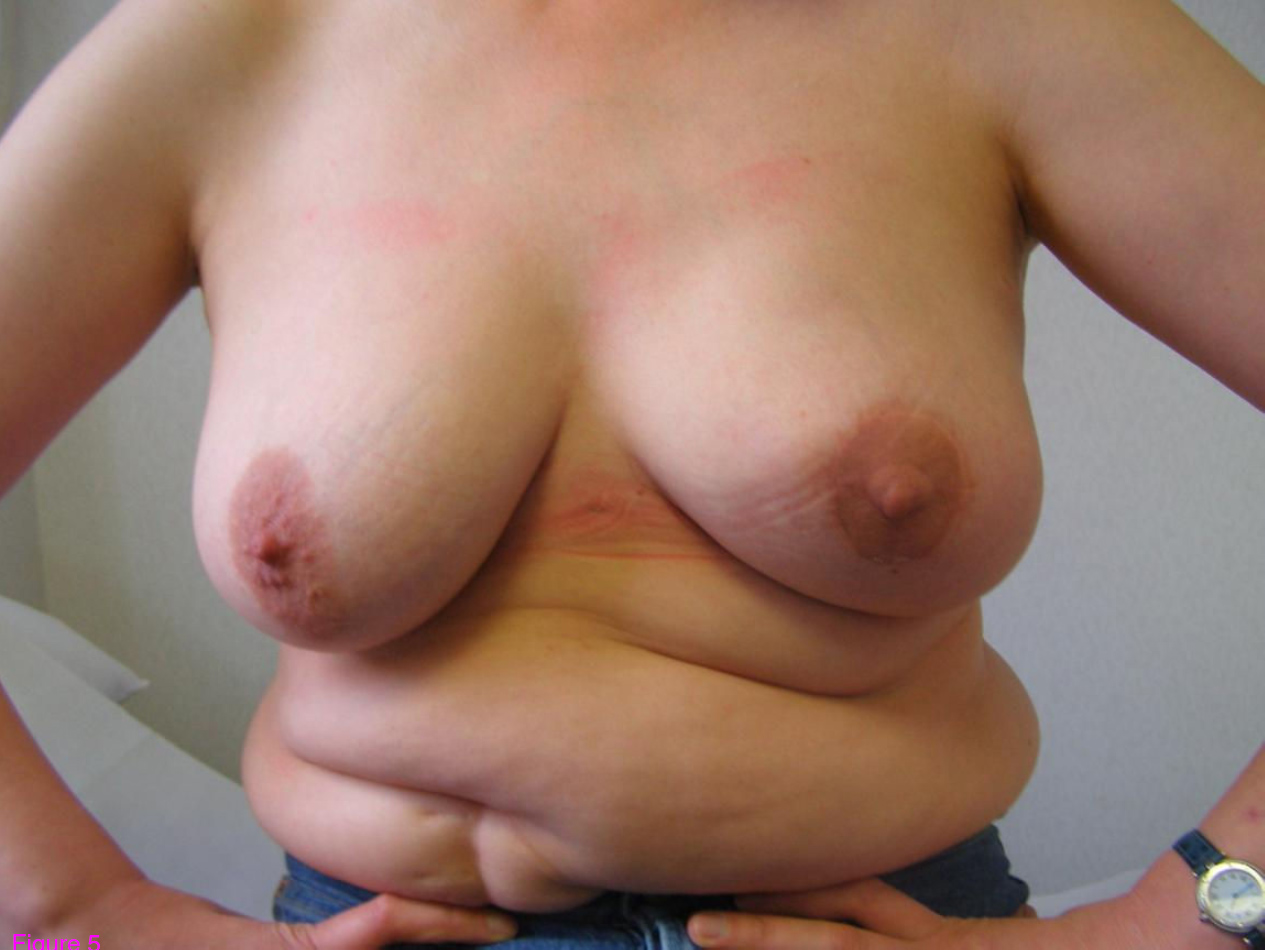
Hautsparende Mastektomie mit Rekonstruktion der Brust mit einem Lappen des M. latissimus dorsi und Rekonstruktion der Brustwarze, inkl. Tätowierung der Brustwarze.

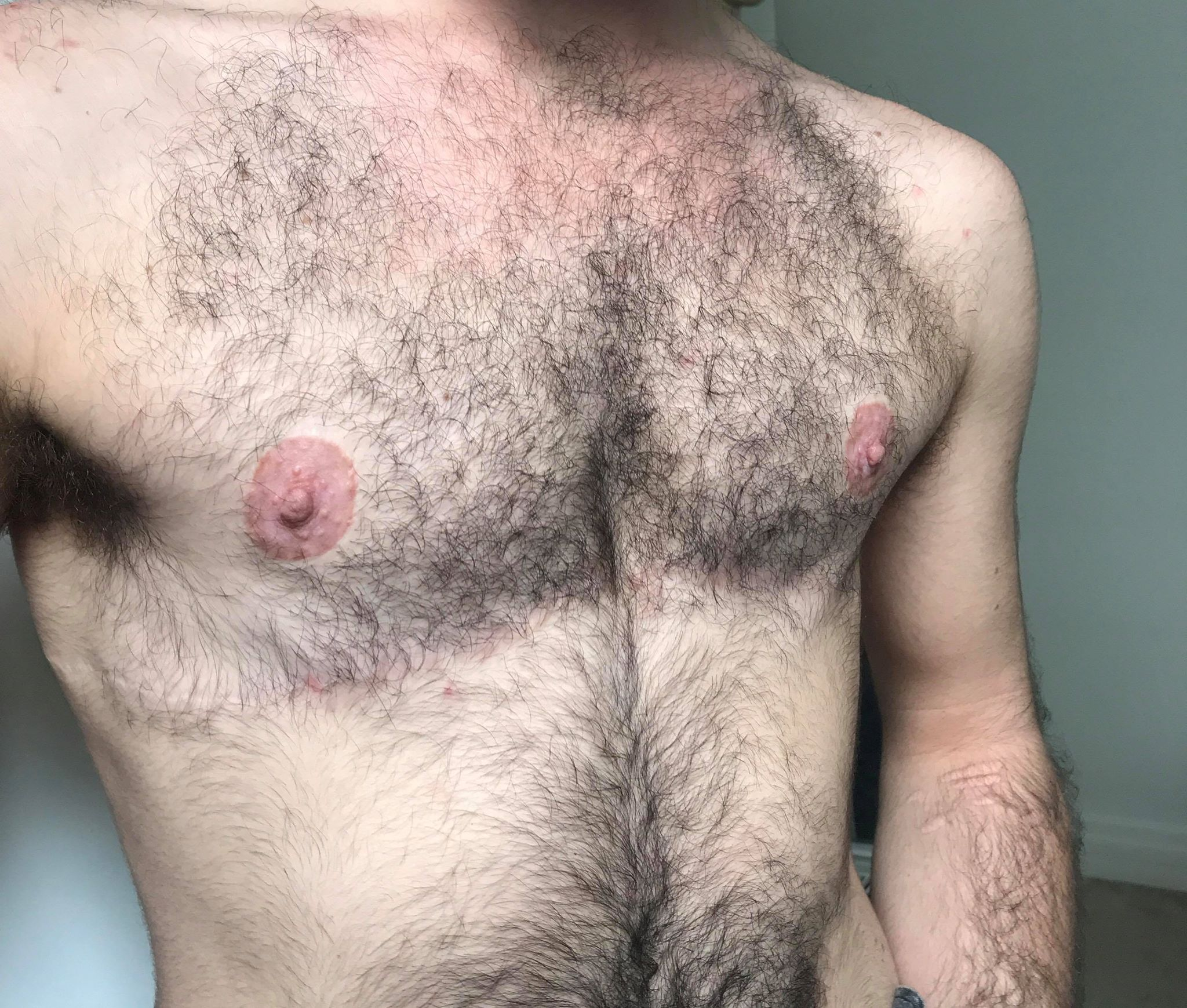
Mastektomie als geschlechtsangleichende Operation für einen Transmann, mit Erhaltung der Brustwarzen

## Indikationen
Eine Mastektomie kann bei folgenden Indikationen durchgeführt werden:
- Bei bösartigen Erkrankungen der Brust bei Frauen oder Männern beziehungsweise Mammatumoren bei Tieren,
- bei sehr großen Brüsten (Hypermastie bei Frauen oder Gynäkomastie bei Männern)
- bei einigen großen gutartigen Tumoren der Brust bei Frauen oder Männern
- als prophylaktische Mastektomie bei Frauen mit einem hohen familiärem Brustkrebsrisiko (Beispielsweise bei Vorliegen einer BRCA1- oder BRCA2-Mutation), dann sogar beidseitig[3]
- als geschlechtsangleichende Operation bei Transmännern

In Abhängigkeit von vielen Faktoren werden sehr unterschiedliche Techniken mit begründbar unterschiedlichen Resultaten angewandt. Bei der Gynäkomastie ist der Operationsausgang optimal, wenn ein außenstehender Betrachter die Operationsfolgen nicht sehen kann.

## Formen der Mastektomie
Man unterscheidet:
- (Subkutane) Mastektomie bezeichnet die Entfernung des Brustdrüsenkörpers ohne Haut, Mamille und Warzenhof. Es resultiert bei Frauen, sofern keine Brustrekonstruktion erfolgt, eine männliche Brust.
- Einfache Mastektomie bezeichnet die Entfernung der Brust einschließlich einer Hautspindel mit der Mamille, des Fettgewebes und der Faszie des Brustmuskels.
- Modifizierte radikale Mastektomie beinhaltet zusätzlich zur einfachen Ablatio die Entfernung von Lymphgewebe und Lymphknoten in der Achselhöhle und wird vor allem bei Brustkrebserkrankungen angewandt.
- Radikale Mastektomie (synonym Rotter-Halsted-Operation) umfasst zusätzlich noch eine Entfernung des großen Brustmuskels. Diese Operationstechnik wird heute fast nicht mehr angewandt.
- Reduktionsmastektomie (synonym Reduktionsplastik) ist eine kosmetische oder geschlechtsangleichende Operation zur Verkleinerung einer oder beider Brüste.

Eine Mastektomie aus kosmetischen Gründen wird vor allem bei großen Brüsten, nie aber bei bösartigen Tumoren, häufig in zwei Operationen aufgeteilt, die im Abstand von sechs bis zwölf Monaten durchgeführt werden. Meistens sind nur kleine Korrekturen notwendig. Die Krankenhausverweildauer beträgt zwischen drei und zehn Tagen.

## Brustwiederherstellung
Da eine Brustamputation aus medizinischen Gründen (z. B. Brustkrebs) einen schweren Eingriff in das Körperbild und damit in die Psyche der betreffenden Frauen darstellt, wird in der Regel für das verlorene Gewebe ein operativer Brustersatz auf biologischer oder künstlicher Basis angeboten oder erfolgt eine Beratung bei der Anpassung eines Ersatzes. Dabei gibt es drei Möglichkeiten:

### Brustimplantate
Diese sind aus der Brustvergrößerung bekannt und bestehen zumeist aus silikongel- oder kochsalzgefüllten Formkissen, welche entweder direkt unter die Haut oder unter den großen Brustmuskel eingesetzt werden.

### Lappenplastiken
Bei diesen plastischen Operationen werden aus anderen Regionen des Körpers (meistens Bauch oder Rücken) Gewebe (Haut und Fett-,  ggf. auch Muskelgewebe) auf den Brustkorb verlagert und dort zu einer neuen Brust geformt. Diese Methode wird vor allem von jungen Patientinnen bevorzugt.

### Brustepithesen
Bei Brustepithesen (oder -prothesen) handelt es sich ebenfalls um geformte Kissen, die in Form und Gewicht die normale Brust nachahmen. Sie werden entweder in das BH-Körbchen lose eingebracht oder mittels eines Haftstreifens auf einer Kontaktfläche auf die Brustwand aufgeklebt.

## Mastektomie aus religiösen Gründen

Die Skopzen entfernten operativ die weiblichen Brüste

Bei den Skopzen, einer im 19. Jahrhundert in Russland verbreiteten Sekte, wurden bei beiden Geschlechtern die Genitalien, bei den weiblichen Mitgliedern zusätzlich die Brüste entfernt. So sollte sichergestellt werden, dass kein körperliches Verlangen die Mitglieder der Religionsgemeinschaft verleitet.

## Geschichte
Frühe Berichte über die Entfernung der Brust beim Menschen stammen aus der Antike (Leonidas von Alexandria, 1. oder 2. Jahrhundert n. Chr.; Paulos von Aigina, 7. Jahrhundert) und der frühen Neuzeit (Franz d’Arce, 1574; Girolamo Fabrizio, um 1620). Die erste Mitentfernung von befallenen Achsellymphknoten bei einer krebserkrankten Brust erfolgte um 1646 durch Wilhelm Fabry.